# 竺仙
竺仙（ちくせん）は、東京都中央区日本橋小舟町に存在する浴衣・江戸小紋中心の呉服屋。正式商号は株式会社竺仙。

## 概要
初代は天保年間の創業であり、150年以上続く老舗である。
戦後、初代竺仙ゆかりの地浅草に店舗を構えるが、百貨店、高級呉服専門店からの声がかかり日本橋に移転した。
現当主は先代からの能衣装、古代紋様に加えて正倉院紋様、宗達・光琳の創作再現を積極的に行っている。
江戸染浴衣の独特な技術が有名となり、歌舞伎の世界でもその生きざまが描かれている。（古代型新染浴衣）
毎年1月と2月に東京、京都で百貨店、専門店を対象とした展示会を開催しており、この展示会を基に年間の生産、販売活動が計画され、一年間の営業活動が展開される。
江戸小紋などの春・夏ものを展示し、2月は同じテーマで京都で西日本を対象に開催している。
手彫の型紙で一反ごとに手染めをする「型染め」を、現在でも続けている。

## 歴代当主
- 初代: 仙之助
元は銀座の商家で修行をしたらしい。
竺仙という商号の由来はこの初代の背が低かったことから「ちんちくりんの仙之助」→「ちくせん」→「竺仙」となったと言われている。
- 二代目: 仙之助（同名で通し商い）
- 三代目: 軍治
関東大震災で焼ける中、型紙を持って逃げたという逸話がある。
尾形光琳に心酔していた。自ら「光甫」と名乗り、浴衣の作品のデザインにも大きく影響した。
- 四代目: 茂夫
- 五代目: 文男（現代表取締役）
平成4年　竺仙デザイン研究所設立

## 竺仙さろん
「江戸っ子の美意識」をキーワードに、江戸文化についての各分野の研究者を招いたセミナーを月に一度行っている。（平成20年内で休止予定。）
また、能・歌舞伎などの伝統芸能を鑑賞する機会も設けている。
- 着付け教室 7月 - 12月
- 着付け教室（浴衣） 6月 - 8月